# 孟休
孟休，又譯勐休、孟朽、勐速或猛速，是缅甸掸邦孟休县孟休镇区下辖的一个镇。20世纪90年代初，孟休附近发现大量红宝石。在几年之内，超过95%的孟休红宝石被切割成形推出市场。

## 教育
该地区有一所华文学校——猛速树人学校。